# Bactérie géante

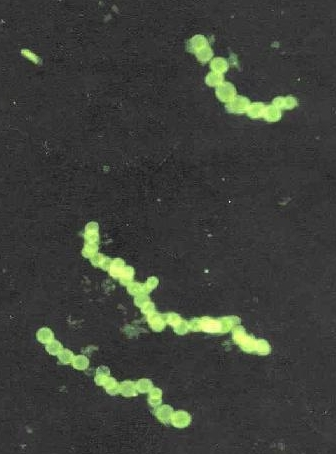
Bactérie Thiomargarita namibiensis pouvant atteindre 0.75 mm de long

Un certain nombre de bactéries exceptionnellement grandes (assez pour qu'une seule de leur cellule soit visible à l’œil nu) ont été découvertes au XXe siècle.
Des traces fossiles de bactéries géantes existent (par exemple au Néoprotérozoïque).

## Exemples
- Thiomargarita namibiensis (la plus grande des bactéries connues lors de sa découverte, en 1999)
- Thiomargarita magnifica (découverte en 2019 en Guadeloupe sous les feuilles dans la mangrove et mesurant jusqu'à 2 cm)
- Thioploca spp.[2]
- Achromatium oxaliferum[3]
- Bacillus camptospora
- Epulopiscium fishelsoni[4]